# Зелёноярское водохранилище
Зелёноярское водохранилище (укр. Зеленоярське водосховище, крымскотат. Taşlı Yar yapma gölü, Ташлы Яр япма голю) — расположено на Керченском полуострове. Завершает русло Северо-Крымского канала. Далее вода поступает по напорному водоводу. Расположено на восточной окраине села Зелёный Яр.
Объём воды — 0,003 км³. Площадь поверхности — 0,48 км².
Является транзитным и используется для пополнения Керченского водохранилища.

## Описание
Зелёноярское водохранилище предназначено для аккумулирования воды из СКК для бесперебойной работы НС-3.
Расположено 4,2 км от устья в долине маловодной балки Зелёный Яр, впадающей в Казантипский залив. Площадь водосборного бассейна — 42,2 км².
Наполняется через водоводный туннель, который является продолжением Северо-Крымского канала и расположен между ПК 3664+01 и ПК 3671+57.
Основные параметры:
- Ширина (макс/сред) — 0,75/0,32 км
- Глубина (мак/сред) — 8,0/5,85 м
- Высота земляного гребня — 11,8 м, длина — 115 м
- Проектный полезный объём водохранилища — 2,014 млн м³
- Отметка нормального подпорного уровня (НПУ) воды — 29,5 м
- Среднесезонный уровень воды — 27,97 м
- Отметка уровня мертвого объёма — 25,1 м
- Площадь водного зеркала — 48 га

При необходимости полного опорожнения водохранилища используется железобетонный шахтный водосброс с донным отверстием.

## История
Введено в эксплуатацию в 1975 году.
После строительства в 1978 году Фронтового водохранилища, начал работать каскад из трёх водохранилищ: Фронтовое → Зелёноярское → Керченское.
В мае 2016 года было принято решение об очистке дна, что дополнительно даст 700—800 тыс. м³.
В засушливом 2018 году Зелёноярское оказалось первым по наполняемости из наливных водохранилищ, в него поступило 2,358 млн м³.